# Borstkruis van de Stichting Vriendenkring van oud-Natzweilers
Het Borstkruis van de Stichting Vriendenkring van oud-Natzweilers is een onderscheiding van de Vriendenkring van oud-Natzweilers. De meeste van deze particuliere onderscheidingen mogen niet op militaire uniformen worden gedragen maar voor dit kruis is een uitzondering gemaakt. Op 1 september 1976 verleende het ministerie van Defensie toestemming aan diegenen die in de jaren 1940-1945 in het concentratiekamp Natzweiler gevangen hebben gezeten om het Herdenkingskruis op hun militaire uniform te dragen. Het herdenkingskruis is daardoor een officieel erkende onderscheiding geworden.
Het eerste Herdenkingskruis werd op 16 oktober 1976 door de chef van het militair huis der Koningin, de vice-admiraal E. Roest uitgereikt. Er zijn 109 verleningen van het Herdenkingskruis bekend.
Het kruis wordt ook wel "Nacht-und-Nebel-Herdenkingskruis van de Stichting Vriendenkring van oud-Natzweilers 1940-1945" , "Nacht-und-Nebel-Herdenkingskruis 1940-1945" en "NN-Herdenkingskruis" genoemd. De omstandigheden in dit kamp, aangelegd om een granietgroeve van dwangarbeiders te voorzien waren onmenselijk en er vielen duizenden doden.
Concentratiekamp Natzweiler in de Elzas was een van de beruchtste concentratiekampen van het Derde Rijk.
Het kruis werd door de veteranen bedacht om de Nederlanders die tijdens de Duitse bezetting van 1940 tot 1945 als "Nacht und Nebel" gevangene in het concentratiekamp Natzweiler hebben verbleven te decoreren.
Een van de wijzen waarop de SS de bevolking van West-Europa terroriseerde was het in 1942 gestarte programma "Nacht und Nebel". Men nam burgers gevangen die vervolgens spoorloos in het uitgebreide stelsel van gevangenissen en kampen verdwenen. Men liet de buitenwereld bewust in het ongewisse over hun lot. De meeste van de Nederlandse slachtoffers van deze actie kwamen in Natzweiler terecht. In 1942 was ook het concentratiekamp Groß-Rosen aangewezen als Nacht und Nebel kamp. Ook daar zijn enige tientallen Nederlandse politieke gevangenen, voornamelijk communisten, om het leven gekomen

## Het versiersel
Het borstkruis is een verzilverd en gepatineerd bronzen balkenkruis. De uiteinden van de vier armen zijn ingekeept. Op de horizontale armen van het kruis zijn de jaartallen "1940 en 1945" afgebeeld. In het midden van het kruis bevindt zich een rond, door prikkeldraad omgeven zilveren medaillon met tweemaal een rode geëmailleerde "N".
De keerzijde van het kruis is vlak en van een ophangmechanisme in de vorm van een speld voorzien. Op de keerzijde van de kruisen is een nummer ingeslagen. Dit nummer komt overeen met het nummer op de bijbehorende oorkonde. Het ontwerp is van de bekende ontwerper van militaire onderscheidingen en uniformen Frans Smits.
De onderscheiding werd ingesteld en uitgereikt op een moment dat er onder de weggevoerden van de Nacht-und-Nebel actie vrijwel geen militairen in actieve dienst meer konden zijn maar eervol ontslagen officieren mogen hun uniform ook na hun pensionering blijven dragen. Met het oog op dit privilege is er ook een baton vervaardigd. Dit baton is lichtblauw en op de stof is een klein zilveren kruisje bevestigd. In de officiële richtlijnen voor Nederlandse uniformen komt dit baton niet voor. Men draagt het borstkruis zèlf op de linkerborst en dan is het niet gebruikelijk om ook een baton te dragen.
Rond 2005 werd ook een zilverkleurige medaille met aan de voorzijde een afbeelding van het Borstkruis van de Stichting Vriendenkring van oud-Natzweilers geslagen. Deze draagmedaille wordt aan een lichtblauwe lint op de linkerborst gedragen. De medaille heeft geen erkenning van het ministerie van Defensie gekregen.

## Namenlijst
Van de 109 ontvangers hebben de volgende personen een eigen artikel:
- Pim Boellaard
- Bib van Lanschot
- Daniël Quirin Mulock Houwer
- Pim Reijntjes
- Hans Teengs Gerritsen